# Танзанійська ропуха
Танзанійська ропуха (Nectophrynoides) — рід земноводних родини Ропухові ряду Безхвості. Має 13 видів.

## Опис
Загальна довжина представників цього роду коливається від 2 до 3,5 см. Спостерігається статевий диморфізм: самиці більші за самців. за своєю будовою схожі на види з роду Ропуха. Забарвлення коливається від світлих кольорів: жовтого, рожевого до коричнюватого.

## Спосіб життя
Полюбляють тропічні гірські ліси, водно—болотні угіддя. Зустрічаються на висоті до 2000 м над рівнем моря. Активні вночі. Живляться безхребетними.
Це яйцеживородні амфібії. Мають внутрішнє запліднення. Яйця формуються всередині самиці, там розвиваються. Народжуються повністю сформовані ропушата.

## Розповсюдження
Мешкають у танзанійській частині Східної гірської дуги (Африка).

## Види
- Nectophrynoides asperginis
- Nectophrynoides cryptus
- Nectophrynoides frontierei
- Nectophrynoides laevis
- Nectophrynoides laticeps
- Nectophrynoides minutus
- Nectophrynoides paulae
- Nectophrynoides poyntoni
- Nectophrynoides pseudotornieri
- Nectophrynoides tornieri
- Nectophrynoides vestergaardi
- Nectophrynoides viviparus
- Nectophrynoides wendyae